# OTI 1983
La XII edición del Gran Premio de la Canción Iberoamericana o el Festival de la OTI se llevó a cabo el 29 de octubre de 1983 en el DAR Constitution Hall de Washington D. C., Estados Unidos. Sus presentadores fueron Ana Carlota y Rafael Pineda.

## Desarrollo
A la apertura del festival, realizada como era de costumbre en español y en portugués, pues fue transmitido en directo desde la Casa Blanca con un saludo a los cerca de 300 millones de espectadores por parte del presidente Ronald Reagan, haciendo un llamado a conservar con la cultura iberoamericana.
En ese año hubo un jurado en sala formado por 21 miembros, uno por cada país participante; el jurado estaba presidido por el chileno Antonio Vodanovic. La votación del jurado en sala por país era secreta, clasificando las cinco canciones más votadas a una instancia final, en la que se hacen públicos los votos, quedando las demás solo en semifinales. Además, los votos no se emitían al final, sino que inmediatamente después de que cada canción era interpretada los jurados los asignaban con el respectivo puntaje.
Destacó la participación del español Gonzalo, con la moderna canción Quién piensa en ti, que llegó al certamen siendo número 1 de ventas en España. El decepcionante resultado obtenido en este concurso apenas repercutió en su éxito, pues el gran resultado comercial y la popularidad de este tema han perdurado durante décadas, tal como lo acredita el hecho de que otros artistas conocidos lo incorporaran beneficiosamente a su repertorio discográfico (caso del mexicano Manuel Mijares).
También se hizo notar a la cantante Silvina Garré en representación a Argentina, al ser esta la intérprete que junto con Juan Carlos Baglietto, se hicieran uno de los más grandes éxitos del año anterior como es la canción, Era en abril. Asimismo, la canción Esperanza americana, que estaba en manos de la popular cantante de raíz folclórica María Teresa Chacín en representación a Venezuela. En el caso de la canción Compás de espera, que es un tema de Amparo Rubín, pues la ganadora fue María Medina.
En el primer puesto lo obtuvo Brasil con el cantante Jessé y el tema Estrela de papel, dedicado a Charlie Chaplin. En el  segundo puesto se clasificó la República Dominicana, logrando su mejor posición en la historia del festival gracias a la interpretación de Taty Salas, quien en 1988 logra el tercer premio. En el tercer puesto se quedó con la canción Tu pueblo y mi pueblo, de los compositores Santander Díaz y Víctor Manuel García, con el arreglo y la dirección orquestal de Álvaro Antonio Ortiz Cabrera e interpretado por Jaime Mora en representación a Colombia.
Los presentadores desvelaron además que Antillas Neerlandesas, Paraguay y Venezuela completaban en el top-5, habiéndose producido un empate en el 5º puesto. No especificaron qué países habían obtenido los puestos 4º y 5º. El resto del ranking no se desveló ante el público de aquella noche.
En este Festival OTI fueron otorgados distintivos de reconocimiento a los compositores, intérpretes, arreglistas y directores musicales que llegaron a los tres primeros lugares, así como premios en metálico. La velada finalizó con la exhibición vocal ofrecida por el tenor español Plácido Domingo.
El orden de las presentaciones musicales fueron las siguientes: 1) Puerto Rico; 2) Guatemala; 3) Venezuela; 4) Panamá; 5) Ecuador; 6) Honduras; 7) Brasil; 8) Chile; 9) Estados Unidos; 10) Paraguay; 11) Colombia; 12) Perú; 13) Argentina; 14) México; 15) Costa Rica; 16) El Salvador; 17) España; 18) República Dominicana; 19) Uruguay; 20) Nicaragua; 21) Antillas Neerlandesas.

## Participantes
| País                  | Título de la canción           | Título de la canción           |
| País                  | Artista                        | Idioma                         |
| --------------------- | ------------------------------ | ------------------------------ |
| Antillas Neerlandesas | «En cada nota cantaré»         | «En cada nota cantaré»         |
| Antillas Neerlandesas | Claudius Philips               | Español                        |
| Argentina             | «Charlaciones»                 | «Charlaciones»                 |
| Argentina             | Silvina Garré                  | Español                        |
| Brasil                | «Estrela de papel»             | «Estrela de papel»             |
| Brasil                | Jessé                          | Portugués                      |
| Chile                 | «La misma vida, el mismo modo» | «La misma vida, el mismo modo» |
| Chile                 | Wildo                          | Español                        |
| Colombia              | «Tú pueblo y mi pueblo»        | «Tú pueblo y mi pueblo»        |
| Colombia              | Jaime Mora                     | Español                        |
| Costa Rica            | «Gracias amor»                 | «Gracias amor»                 |
| Costa Rica            | Manuel Chamorro                | Español                        |
| Ecuador               | «Menos de ti»                  | «Menos de ti»                  |
| Ecuador               | Nicky Bravo                    | Español                        |
| El Salvador           | «Del principio al final»       | «Del principio al final»       |
| El Salvador           | Ernesto Guerra                 | Español                        |
| España                | «Quien piensa en ti»           | «Quien piensa en ti»           |
| España                | Gonzalo                        | Español                        |
| Estados Unidos        | «Has vencido»                  | «Has vencido»                  |
| Estados Unidos        | Jorge Baglietto                | Español                        |
| Guatemala             | «Concierto»                    | «Concierto»                    |
| Guatemala             | Rolando Ortega                 | Español                        |
| Honduras              | «Empieza»                      | «Empieza»                      |
| Honduras              | Jorge Gómez                    | Español                        |
| México                | «Compás de espera»             | «Compás de espera»             |
| México                | María Medina                   | Español                        |
| Nicaragua             | «Pobre de ti y de mí»          | «Pobre de ti y de mí»          |
| Nicaragua             | René Oliver                    | Español                        |
| Panamá                | «Recuerdos»                    | «Recuerdos»                    |
| Panamá                | Betzaida                       | Español                        |
| Paraguay              | «Soñaremos como ayer»          | «Soñaremos como ayer»          |
| Paraguay              | Marco Antonio de Brix          | Español                        |
| Perú                  | «Cierra la puerta»             | «Cierra la puerta»             |
| Perú                  | Arturo Morales                 | Español                        |
| Puerto Rico           | «Navegaré»                     | «Navegaré»                     |
| Puerto Rico           | Edgardo Huertas                | Español                        |
| República Dominicana  | «Olvidar, olvidar»             | «Olvidar, olvidar»             |
| República Dominicana  | Taty Salas                     | Español                        |
| Uruguay               | «Historia del buen ladrón»     | «Historia del buen ladrón»     |
| Uruguay               | Mario Echevarría               | Español                        |
| Venezuela             | «Esperanza americana»          | «Esperanza americana»          |
| Venezuela             | María Teresa Chacín            | Español                        |

## Resultados
| Nr. | País                                                            | Artista(s)            | Canción                      | Posición | Puntos |
| --- | --------------------------------------------------------------- | --------------------- | ---------------------------- | -------- | ------ |
| 1   | Puerto Rico                                                     | Edgardo Huertas       | Navegaré                     | 9        | 55     |
| 2   | Guatemala                                                       | Rolando Ortega        | Concierto                    | 10       | 54     |
| 3   | Venezuela                                                       | María Teresa Chacín   | Esperanza americana          | 5        | 62     |
| 4   | Panamá                                                          | Betzaida              | Recuerdos                    | 13       | 52     |
| 5   | Ecuador                                                         | Nicky Bravo           | Menos de ti                  | 19       | 32     |
| 6   | Honduras                                                        | Jorge Gómez           | Empieza                      | 14       | 50     |
| 7   | Brasil                                                          | Jessé                 | Estrela de papel             | 1        | 71     |
| 8   | Chile                                                           | Wildo                 | La misma vida, el mismo modo | 8        | 58     |
| 9   | Estados Unidos                                                  | Jorge Baglietto       | Has vencido                  | 7        | 61     |
| 10  | Paraguay                                                        | Marco Antonio de Brix | Soñaremos como ayer          | 5        | 62     |
| 11  | Colombia                                                        | Jaime Mora            | Tu pueblo, mi pueblo         | 3        | 67     |
| 12  | Perú                                                            | Arturo Morales        | Cierra la puerta             | 15       | 46     |
| 13  | Argentina                                                       | Silvina Garré         | Charlaciones                 | 19       | 32     |
| 14  | México                                                          | María Medina          | Compás de espera             | 10       | 54     |
| 15  | Costa Rica                                                      | Manuel Chamorro       | Gracias amor                 | 10       | 54     |
| 16  | El Salvador                                                     | Ernesto Guerra        | Del principio al final       | 17       | 42     |
| 17  | España                                                          | Gonzalo               | Quién piensa en ti           | 16       | 44     |
| 18  | República Dominicana                                            | Taty Salas            | Olvidar, olvidar             | 2        | 70     |
| 19  | Uruguay                                                         | Mario Echevarría      | Historia del buen ladrón     | 18       | 40     |
| 20  | Nicaragua                                                       | René Oliver           | Pobre de ti y de mí          | 19       | 32     |
| 21  | Antillas Neerlandesas                                           | Claudius Philips      | En cada nota cantará tu voz  | 4        | 66     |
|     | Lugar: DAR Constitution Hall - Washington D. C., Estados Unidos |                       |                              |          |        |